# Jojo efekt

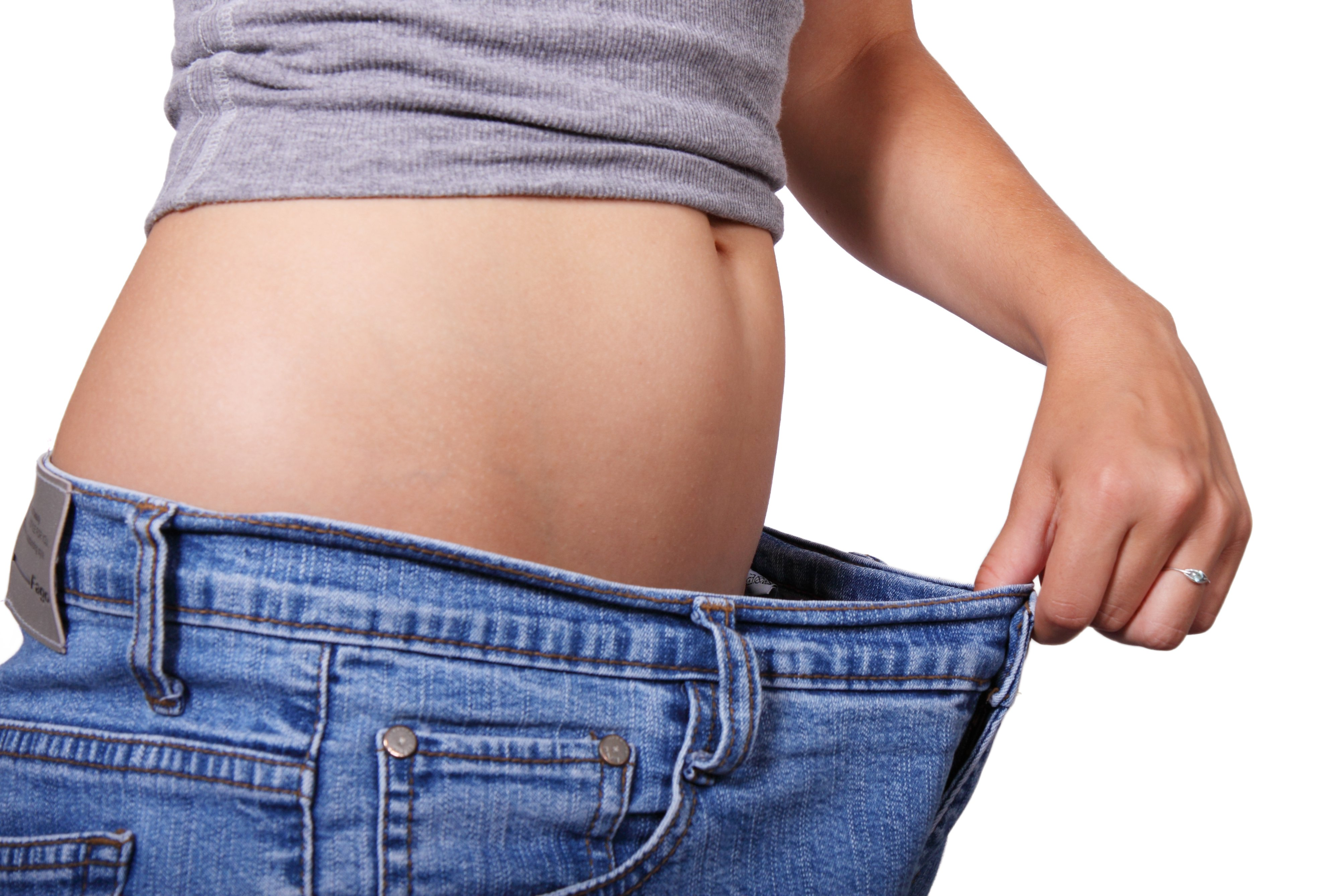
Jojo efekt je často důsledkem nárazovitého nezdravého hubnutí bez vybudování trvalých zdravých stravovacích návyků

Jojo efekt je opětovné zvýšení tělesné hmotnosti po její předchozí cílené redukci. Vyskytuje se u žen i mužů, lidí s i bez diagnostikované obezity. (V zahraniční literatuře se tento jev vyskytuje pod termíny weight cycling nebo yo-yo effect.)

## Princip
K jojo efektu dochází, když se člověk po prodělané redukci hmotnosti rychle vrátí k původnímu, typicky i nezdravému způsobu stravování (nezdravým způsobem stravování je myšleno nejen množství, ale i kvalita a skladba stravy), nebo když je změna jídelníčku za účelem zhubnutí příliš drastická oproti běžné stravě dané osoby. 
Udržování těla v kalorickém deficitu vede ke změně metabolismu a produkci hormonů, které po ukončení diety vedou k většímu pocitu hladu, silnější fyziologické odměně za příjem potravy (procesy v limbickém systému mozku) a snížení energického výdeje. Tento efekt je přirozený evolučně zakotvený mechanismus, který chrání organismus před dalším potenciálním obdobím hladovění, které by ho mohlo ohrozit na životě (historicky zimní měsíce, období neúrody apod.). Způsobem, jak tento proces zmírnit, je pozvolný přechod na zdravější jídelníček. Naopak snaha o rapidní a velmi výrazné snížení příjmu kalorií vede k zesílení signálu, který poté vede k jojo efektu.
S jojo efektem se v americké populaci může potýkat 20-50 % lidí pokoušejících se o redukci váhy. Jojo efekt se více objevuje u lidí impulzivních nebo těch, kteří trpí přílišnou starostí o svou váhu. Tito lidé jsou také celkově více nespokojení se svým vzhledem a mají nižší sebevědomí. Schopnost udržet si váhu nebo naopak návrat k životnímu stylu vedoucímu k obezitě je také daný epigenetickými jevy na vlákně DNA (metylace určitých úseků).
Důvodem pro vznik jojo efektu je především to, že trvalá změna váhy vyžaduje dlouhodobou změnu životního stylu a návyků, čehož je pro mnoho lidí velmi obtížné dosáhnout. Tyto opakované výkyvy váhy jsou pak v některých výzkumech spojovány s negativním vlivem na fyzické i psychické zdraví člověka - zvýšenou mortalitou na kardiovaskulární choroby, vyšší prevalencí inzulinové resistence (tzn. cukrovky), nespokojeností se životem a záchvatovitým přejídáním. U zvířecích modelů vede ale i takový životní styl k prodloužení života oproti neléčené obezitě.

## Prevence
Jojo efektu je možné se vyvarovat, pokud je redukce váhy doprovázená rozumným chováním i jídelníčkem. Jelikož je změna váhy především o změně návyků, je především třeba skutečně přijmout nové stravovací návyky za vlastní a neudržovat dietu pouze nárazově. 
Hubnutí je vhodné doplňovat fyzickou aktivitou / cvičením, aby nedocházelo k úbytku svalové hmoty. Nemělo by docházet k vynechávání jídel, naopak je důležité udržovat vhodný příjem potravy a cítit se zasycený, ale přejít na méně kalorické potraviny (větší podíl zeleniny ve stravě apod.) a vyhýbat se vysoce kalorickým potravinám (smažená jídla, alkohol). Důležitý je také dostatek spánku a prevence stresu.